# 陳雅輝
陳雅輝 （Annie Chen， 四嫂），福建晋江人，資深物業投資者，活躍於香港，澳門及中國房地產市場。七十年代由中國大陸移居香港，八十年代由物業代理到九十代擁有過億元物業。2007年香島獅子會會長，熱心社會公益。

## 職位
2007-2008 國際獅子總會303區香島獅子會會長

2018一19年第二分域主席
2020一21年第三分區主席
省級政協聯誼會婦女會副主任
寧夏回族自治區政協委員
理工大學香港商業専業評審中心榮譽院士
澳門施聯和慈善基金會副主席
廣西欽州市政協委員

廣西欽州市青年聯合會第一屆名譽副主席

廣西欽州市青年企業家協會第一屆名譽會長

香港福建體育會永遠名譽會長

香港晉江社團總會副會長

香港永和同鄉會聯誼總會名譽會長

北京大學中國研修班同學會會員

澳門國際商貿交易促進會常務副會長

華豐集團 - 董事

海豪地產公司 – 董事<

## 聯結
- 陳雅輝谷底發圍 年底開分店[永久]
- 位元堂3528萬購電氣道鋪